# Siningija
Siningija (poznata i pod pogrešnim nazivom “gloksinija”; lat. Sinningia) je rod lukovičastih trajnica i polugrmova iz porodice gesnerijevki rasprostranjen od južnog Meksika preko Srednje Amerike do sjeverne Argentine, Pripada mu 81 vrsta 
Dio je podtribusa Ligeriinae.

## Etimologija
Rod je ime dobio u čast Wilhelma Sinninga (1794.-1874.), glavnog vrtlara Botaničkog vrta Sveučilišta u Bonnu.

## Opis roda
Sinningia je rod od kojih je većina izvorna i/ili endemična za Brazil. To je vrlo raznolik rod u Novom svijetu, te je stoga rod mnogih kontrasta: vrste mogu biti uspravne i visoke (S. sceptrum, S. mauroana) ili vrlo male s rozetama bez stabljike (S. pusilla, S. concinna, S. minima). Većina ima gomolje, ali nekoliko vrsta ih nema (primjeri su S. schiffneri i S. barbata). Gotovo sve vrste su trajnice, no čini se da je jedna, S. nordestina, jednogodišnja. Siningije su popularne među ljubiteljima biljaka jer većinu nije zahtjevno uzgajati, mnoge su vrste dugovječne, a cvjetovi su neobični i atraktivni. Daleko najpoznatiji član roda je Sinningia speciosa, koja je već 200 godina poznata u hortikulturi pod zajedničkim imenom Cvjećarska gloksinija ili samo 'gloksinija'. 
Siningije su često saksikolne (one koje žive na ili među stijenama), obično s tvrdim mesnatim gomoljima (do 1 m u promjeru), rijetko stoloniferne. Stabljike su uspravne, rjeđe polegle, većinom nerazgranate, izlaze iz gomolja, obično mesnate u bazalnom dijelu izboja, rijetko su bez stabljike. Listovi nasuprotni, ili u pršljenovima, ili zbijeni na vrhu stabljike, (sub)izofilni, peteljkasti ili sjedeći. Cvatovi aksilarni, s nekoliko do mnogo cvjetova cime ili cvjetovi u terminalnim, brakteoznim gronjama ili klasovima. Čaška s zvonastom cijevi, režnjevi su linearni, trokutasti ili lancetasti. Vjenčić crven, narančast, bijel, zelenkasto-žućkast, plav ili ljubičast, cijev široko cjevasta, valjkasta ili koso zvonasta, često izbočena pri dnu ili trbušasta odozgo, krak (limb) gotovo pravilan ili (češće) dvostruk. Prašnika 4, u 2 para; filamenti prirasli uz bazu vjenčićeve cijevi; prašnici koherentni, rastavljeni uzdužnim prorezima. Nektarij od 1-5 žlijezda, ponekad dvije dorzalno proširene, slobodne ili srasle, rijetko 5 spojenih u prsten. Ovarij polu-donji ili gornji; stigma stomatomorfna. Plod jajolika čahura, rijetko mesnato-suha, odvojena s 2 zaliska. Broj kromosoma: 2n = 26.

## Vrste
1. Sinningia aggregata (Ker Gawl.) Wiehler
2. Sinningia aghensis Chautems
3. Sinningia allagophylla (Mart.) Wiehler
4. Sinningia amambayensis Chautems
5. Sinningia araneosa Chautems
6. Sinningia barbata (Nees & Mart.) G.Nicholson
7. Sinningia bragae Chautems, M.Peixoto & Rossini
8. Sinningia brasiliensis (Regel & E.Schmidt) Wiehler & Chautems
9. Sinningia bulbosa (Ker Gawl.) Wiehler
10. Sinningia bullata Chautems & M.Peixoto
11. Sinningia calcaria (Dusén ex Malme) Chautems
12. Sinningia canastrensis Chautems
13. Sinningia canescens (Mart.) Wiehler
14. Sinningia carangolensis Chautems
15. Sinningia cardinalis (Lehm.) H.E.Moore
16. Sinningia cochlearis (Hook.) Chautems
17. Sinningia concinna (Hook.f.) G.Nicholson
18. Sinningia conspicua (Seem.) Focke
19. Sinningia cooperi (Paxton) Wiehler
20. Sinningia curtiflora (Malme) Chautems
21. Sinningia defoliata (Malme) Chautems
22. Sinningia douglasii (Lindl.) Chautems
23. Sinningia elatior (Kunth) Chautems
24. Sinningia eumorpha H.E.Moore
25. Sinningia flammea Chautems & Rossini
26. Sinningia ganevii Chautems & Mat.Perret
27. Sinningia gerdtiana Chautems
28. Sinningia gesnerifolia (Hanst.) Clayberg
29. Sinningia gigantifolia Chautems
30. Sinningia glazioviana (Fritsch) Chautems
31. Sinningia globulosa Chautems & M.Peixoto
32. Sinningia guttata Lindl.
33. Sinningia harleyi Wiehler & Chautems
34. Sinningia hatschbachii Chautems
35. Sinningia helioana Chautems & Rossini
36. Sinningia helleri Nees
37. Sinningia hirsuta (Lindl.) G.Nicholson
38. Sinningia hoehnei Chautems, A.P.Fontana & Rossini
39. Sinningia iarae Chautems
40. Sinningia incarnata (Aubl.) D.L.Denham
41. Sinningia insularis (Hoehne) Chautems
42. Sinningia kautskyi Chautems
43. Sinningia lateritia (Lindl.) Chautems
44. Sinningia leopoldii (Scheidw. ex Planch.) Chautems
45. Sinningia leucotricha (Hoehne) H.E.Moore
46. Sinningia lindleyi L.Schauer
47. Sinningia lineata (Hjelmq.) Chautems
48. Sinningia lutea Buzatto & R.B.Singer
49. Sinningia macrophylla (Nees & Mart.) Benth. & Hook.f. ex Fritsch
50. Sinningia macropoda (Sprague) H.E.Moore
51. Sinningia macrostachya (Lindl.) Chautems
52. Sinningia magnifica (Otto & A.Dietr.) Wiehler
53. Sinningia mauroana Chautems
54. Sinningia micans (Fritsch) Chautems
55. Sinningia minima A.O.Araujo & Chautems
56. Sinningia muscicola Chautems, T.Lopes & M.Peixoto
57. Sinningia nivalis Chautems
58. Sinningia nordestina Chautems, Baracho & J.A.Siqueira Filho
59. Sinningia piresiana (Hoehne) Chautems
60. Sinningia polyantha (DC.) Wiehler
61. Sinningia punctata Ysabeau
62. Sinningia pusilla (Mart.) Baill.
63. Sinningia ramboi G.E.Ferreira, Waechter & Chautems
64. Sinningia reitzii (Hoehne) L.E.Skog
65. Sinningia richii Clayberg
66. Sinningia rupicola (Mart.) Wiehler
67. Sinningia sceptrum (Mart.) Wiehler
68. Sinningia schiffneri Fritsch
69. Sinningia schomburgkiana (Kunth & C.D.Bouché) Chautems
70. Sinningia sellovii (Mart.) Wiehler
71. Sinningia speciosa (G.Lodd. ex Ker Gawl.) Hiern
72. Sinningia stapelioides Chautems & M.Peixoto
73. Sinningia striata (Fritsch) Chautems
74. Sinningia sulcata (Rusby) Wiehler
75. Sinningia sulphurea Chautems & D.B.O.S.Cardoso
76. Sinningia tuberosa (Mart.) H.E.Moore
77. Sinningia tubiflora (Hook.) Fritsch
78. Sinningia valsuganensis Chautems
79. Sinningia velutina Lindl.
80. Sinningia villosa Lindl.
81. Sinningia warmingii (Hiern) Chautems